# 엔터프라이즈 우주왕복선
엔터프라이즈 우주왕복선( - 宇宙往復船, 영어: Space Shuttle Enterprise, 제식번호: OV-101)은 우주왕복선 시스템의 첫 번째 궤도선이었다. 1976년 9월 17일에 공개되었으며, NASA를 위해 우주왕복선 계획의 일환으로 개조된 보잉 747에서 발사된 후 대기권 시험 비행을 수행하도록 제작되었다. 이 궤도선은 엔진이나 기능성 열 차폐 없이 제작되었다. 따라서 우주 비행이 불가능했다.
원래 엔터프라이즈는 궤도 비행을 위해 개조되어 두 번째 우주 비행 등급 궤도선으로 사용될 예정이었다. 그러나 우주왕복선 컬럼비아의 제작 과정에서 최종 설계 세부 사항이 변경되어 시험 장치로 제작된 기체 프레임을 기반으로  챌린저를 제작하는 것이 더 간단하고 비용이 적게 들게 되었다. 마찬가지로, 챌린저가 파괴된 후 엔터프라이즈를 개조하여 대체하는 방안이 고려되었으나, 대신 구조 예비 부품으로  인데버가 제작되었다.
엔터프라이즈는 2003년에 복원되어 버지니아에 있는 스미스소니언의 새로운 스티븐 F. 우드바 헤이지 센터에 전시되었다. 우주왕복선 퇴역 후,  디스커버리가 우드바 헤이지 센터에서 엔터프라이즈를 대체했고, 엔터프라이즈는 인트레피드 박물관이 있는 뉴욕으로 옮겨져 2012년 7월부터 전시되고 있다.

## 엔터프라이즈와 이후의 우주왕복선 간의 차이점
엔터프라이즈의 설계는 첫 번째 비행 모델인  컬럼비아에 계획된 것과 동일하지 않았다. 후방 동체는 다르게 제작되었으며, OMS 포드를 장착하기 위한 인터페이스가 없었다. 주 엔진부터 레이더 장비에 이르는 수많은 하위 시스템이 엔터프라이즈에 설치되지 않았지만, NASA가 원래 시험 완료 후 궤도선을 우주 비행용으로 개조할 계획이었기 때문에 미래에 추가할 수 있는 기능은 유지되었다. 열 보호 시스템 대신 표면은 주로 폴리우레탄 폼으로 만든 모의 타일로 덮여 있었다. 우주 비행에 적합한 궤도선의 강화 탄소-탄소 복합 재료 패널 대신 유리섬유가 앞전 패널에 사용되었다. 몇몇 실제 열 타일과 일부 노멕스 담요만이 진짜였다. 엔터프라이즈는 연료전지를 사용하여 전력을 생성했지만, 이는 우주 비행을 위한 궤도선의 전력을 공급하기에는 충분하지 않았다.
엔터프라이즈는 또한 반동 제어 시스템 추진기와 착륙 장치용 유압 메커니즘이 없었다. 착륙 장치 문은 단순히 기폭 볼트를 사용하여 열렸고, 장치는 오로지 중력에 의해 내려왔다. 대기권 시험에만 사용되었기 때문에 엔터프라이즈는 기수 덮개에 큰 피토 튜브를 장착했는데, 이는 테스트 항공기에서 흔히 볼 수 있는 것으로, 교란된 기류의 앞에 장착되어 테스트 계측기에 가장 정확한 판독값을 제공하기 때문이다.
엔터프라이즈는 자매기인  컬럼비아가 처음 네 번의 임무에서 사용했던 것과 같은 록히드에서 제조한 영-영 사출 좌석을 장착했다.

## 제작 이정표
| 날짜             | 이정표                                                 |
| ---------------- | ------------------------------------------------------ |
| 1972년 7월 26일  | 노스 아메리칸 로크웰과 계약 체결                       |
| 1972년 8월 9일   | NASA로부터 건설 승인                                   |
| 1974년 6월 4일   | 다우니 공장에서 승무원 모듈 구조 조립 시작             |
| 1974년 8월 26일  | 다우니 공장에서 후방 동체 구조 조립 시작               |
| 1975년 3월 27일  | 제너럴 다이내믹스에서 팔름데일로 중간 동체 도착        |
| 1975년 5월 23일  | 그러먼에서 팔름데일로 날개 도착                        |
| 1975년 5월 25일  | 페어차일드 리퍼블릭에서 팔름데일로 수직 꼬리 날개 도착 |
| 1975년 8월 25일  | 최종 조립 시작                                         |
| 1975년 9월 9일   | 후방 동체 도크, 팔름데일                               |
| 1975년 10월 31일 | 전방 동체 하부 도크, 팔름데일                          |
| 1975년 12월 1일  | 전방 동체 상부 도크, 팔름데일                          |
| 1976년 1월 16일  | 승무원 모듈 도크, 팔름데일                             |
| 1976년 3월 3일   | 페이로드 베이 도어 도크, 팔름데일                      |
| 1976년 3월 12일  | 최종 조립 및 시스템 설치 완료                          |
| 1976년 3월 15일  | 기능 점검 시작                                         |
| 1976년 6월       | 기능 점검 완료, 지상 진동 및 하중 시험 시작            |
| 1976년 9월 17일  | 팔름데일에서 공개                                      |
| 1976년 10월–11월 | 시스템 재시험 시작, 통합 시스템 점검 완료              |
| 1977년 2월 18일  | 첫 번째 피동 비행                                      |
| 1977년 6월 18일  | 첫 번째 유인 피동 비행                                 |
| 1977년 8월 12일  | 첫 번째 자유 비행                                      |

## 운용

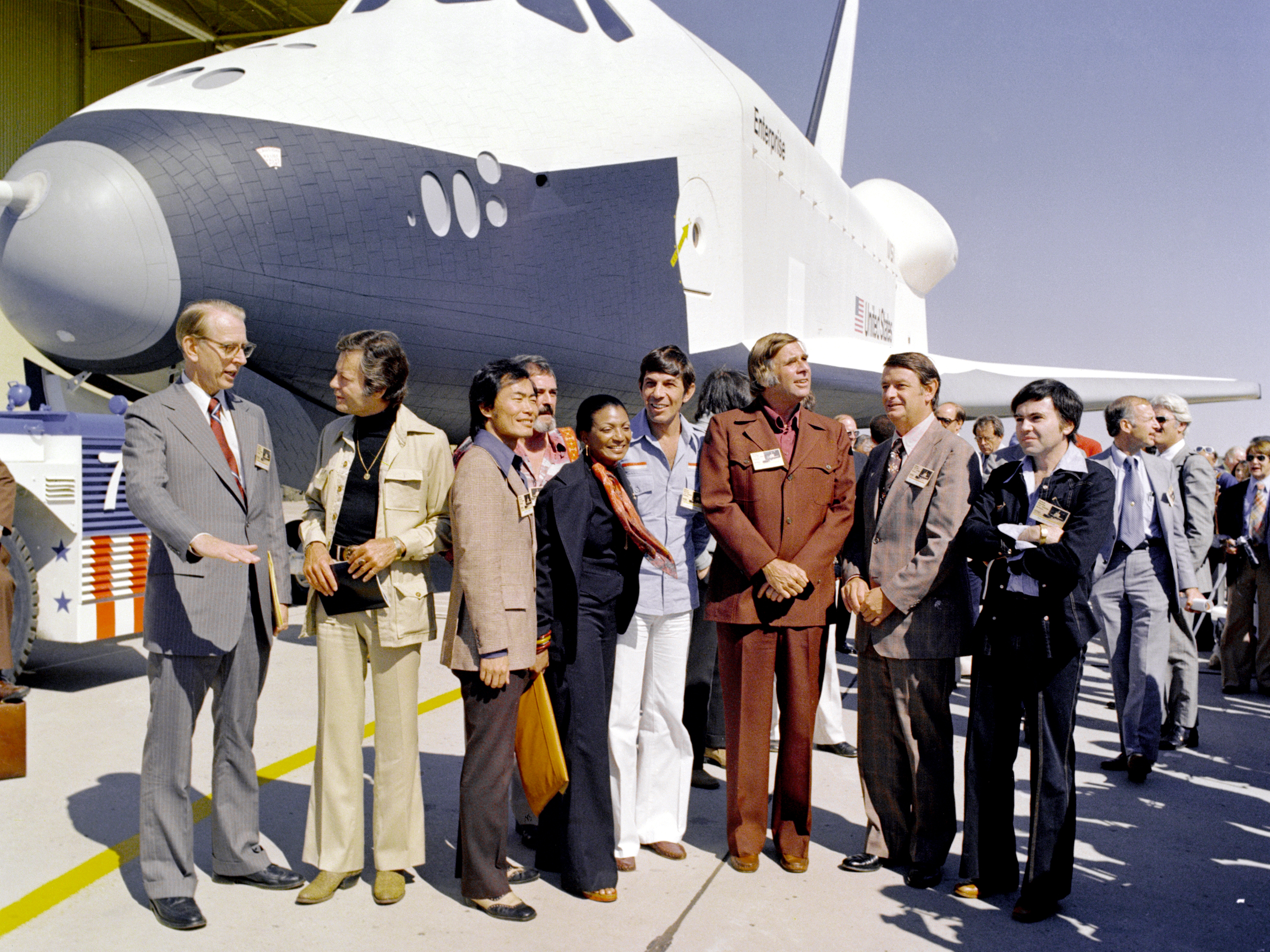
스타 트렉의 창시자 진 로든베리 (오른쪽 셋째, 짙은 갈색 옷), 스타 트렉 출연진 (윌리엄 샤트너 제외), 그리고 NASA 관계자들이 엔터프라이즈의 공개 기념식에 참석하고 있다.

엔터프라이즈의 제작은 1974년 6월 4일에 시작되었다. OV-101로 지정된 이 궤도선은 원래 '컨스티튜션(Constitution)'으로 명명되어 1976년 9월 17일 제헌절에 공개될 예정이었다. 스타 트렉 팬들은 서명 운동을 통해 미국 대통령 제럴드 포드에게 텔레비전 쇼의 가상 우주선인 USS 엔터프라이즈의 이름을 따서 궤도선 이름을 지어달라고 요청했다.
백악관 고문들은 공식 메모에서 트레키들로부터 "수십만 통의 편지"를 받았으며, 이들을 "미국에서 가장 헌신적인 지지층 중 하나"로 언급하며 셔틀에 이 이름을 부여한 이유로 들었다. 포드 대통령은 공개적으로 이 캠페인을 언급하지 않았지만, "엔터프라이즈라는 이름에 부분적으로 동의한다"고 말하며 NASA 관계자들에게 이름을 변경하도록 지시했다.
1976년 중반, 궤도선은 지상 진동 시험에 사용되었으며, 이를 통해 엔지니어들은 실제 비행 차량의 데이터와 이론적 모델을 비교할 수 있었다.
1976년 9월 17일, 엔터프라이즈는 로크웰의 팜데일 공장에서 공개되었다. 이 가상의 이름에 경의를 표하기 위해 스타 트렉의 창시자인 진 로든베리와 오리지널 시리즈의 주연 배우 대부분이 헌정식에 참석했다.

### 진입 착륙 시험 (ALT)

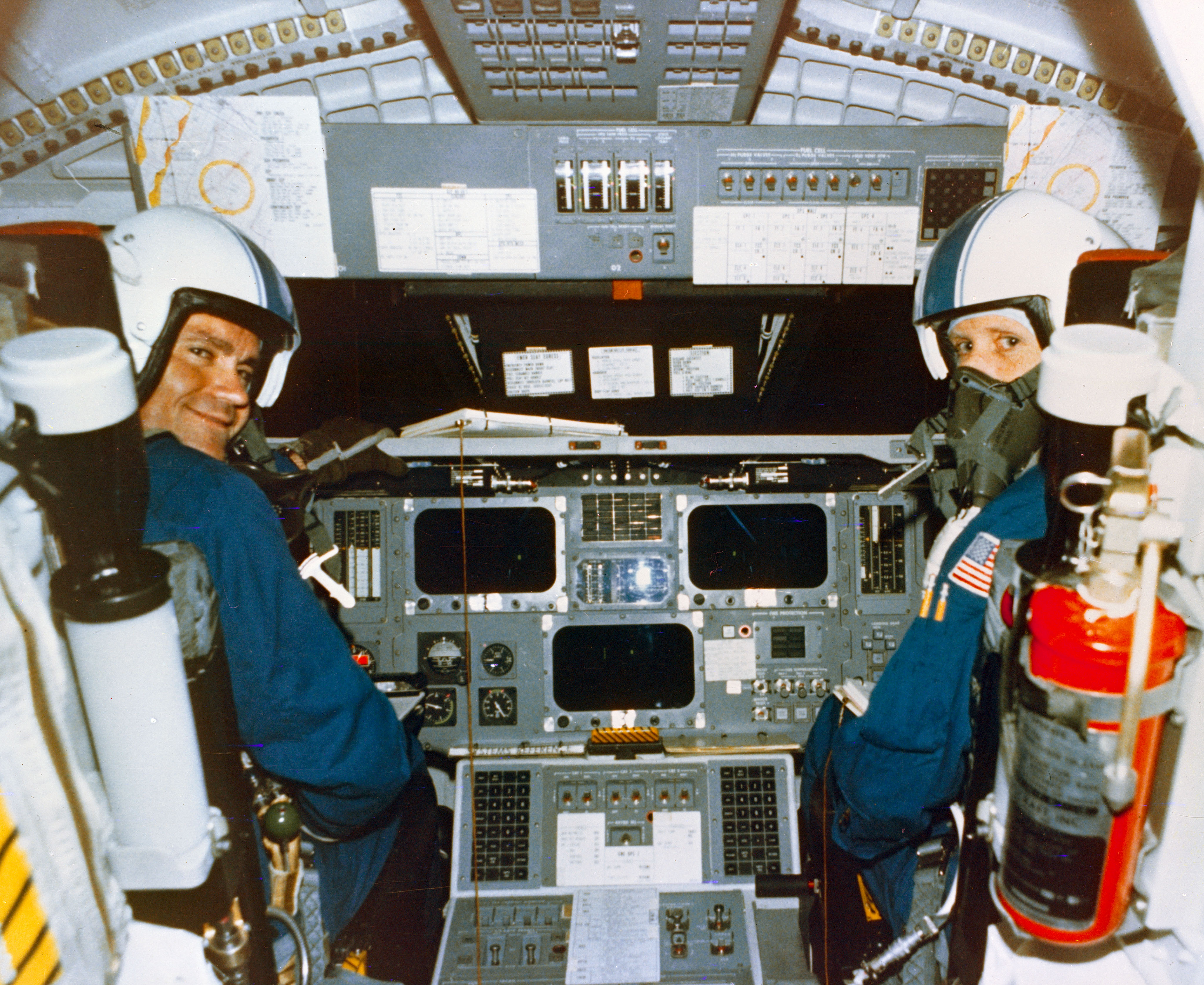
1977년 엔터프라이즈 조종실에 있는 프레드 헤이즈와 고든 풀러턴 (산소 마스크 착용).

1977년 1월 31일, 엔터프라이즈는 시험 운행을 시작하기 위해 도로를 통해 에드워즈 공군기지의 드라이든 비행 연구 센터로 옮겨졌다.
NASA 드라이든에서 엔터프라이즈는 NASA에 의해 다양한 지상 및 비행 테스트에 사용되어 셔틀 프로그램의 여러 측면을 검증했다. 초기 9개월간의 시험 기간은 "접근 및 착륙 시험(Approach and Landing Test)"을 의미하는 ALT 약어로 불렸다. 이 시험에는 1977년 2월 18일 보잉 747 셔틀 운반 항공기(SCA) 상단에서의 첫 "비행"이 포함되었는데, 이는 결합된 시스템의 구조적 하중과 지상 핸들링 및 제동 특성을 측정하기 위함이었다. 대기권 비행 전에 모든 궤도선 하위 시스템의 지상 시험이 기능 검증을 위해 수행되었다.
결합된 엔터프라이즈/SCA 조합은 엔터프라이즈에 승무원이 없고 비활성화된 상태에서 5번의 시험 비행을 거쳤다. 이 시험 비행의 목적은 결합된 조합의 비행 특성을 측정하는 것이었다. 이 시험에 이어 엔터프라이즈에 승무원이 탑승하여 셔틀 비행 제어 시스템을 테스트하는 3번의 시험 비행이 진행되었다.
1977년 8월 12일, 엔터프라이즈는 처음으로 자체 비행을 했다. 엔터프라이즈는 SCA에서 분리되어 우주비행사의 제어하에 착륙하는 4번의 추가 자유 비행을 거쳤다. 이 시험들은 궤도선 설계의 비행 특성을 검증했으며, 여러 공기역학적 및 중량 구성을 수행하는 데 사용되었다. 처음 세 번의 비행은 엔터프라이즈의 후방 동체 끝에 테일콘을 장착한 상태로 비행되었는데, 이는 SCA에 결합되었을 때 항력과 난기류를 줄였다. 마지막 두 번의 비행에서는 테일콘이 제거되고 모형 주 엔진 노즐이 설치되었다. 다섯 번째이자 마지막 글라이더 비행에서는 조종사 유발 진동 문제가 드러났으며, 이는 첫 궤도 발사 전에 해결되어야 했다.

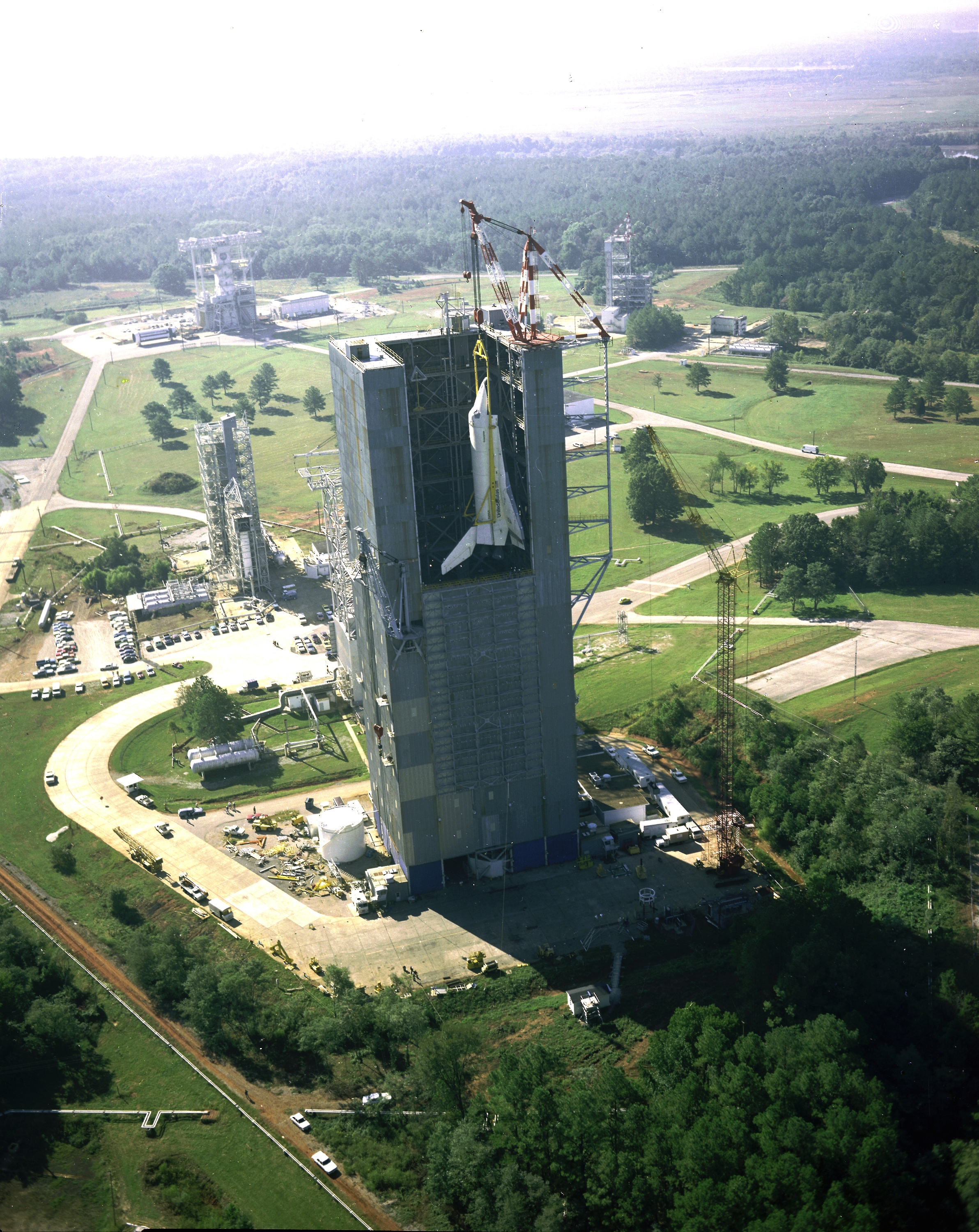
크레인이 엔터프라이즈를 동적 구조 시험 시설로 들어 올려 발사 구성으로 동적 시험을 받게 한다.

### 결합 수직 지상 진동 시험 (MGVT)
ALT 시험 비행 프로그램이 끝난 후, 1978년 3월 13일, 엔터프라이즈는 다시 한 번 비행했지만, 이번에는 미국을 가로질러 앨라배마에 있는 NASA의 마셜 우주비행센터(MSFC)로 가서 결합 수직 지상 진동 시험(MGVT)을 받았다. 궤도선은 케네디 우주 센터에서 사용된 것과 매우 유사한 슬링에 들어 올려져 동적 시험대 건물 내부에 배치되었고, 수직 결합 지상 진동 시험 탱크(VMGVT-ET)에 결합되었는데, 이 탱크는 다시 한 세트의 불활성 고체 로켓 부스터(SRB)에 부착되어 완전한 셔틀 발사 스택을 형성했으며, 이는 프로그램 역사상 처음으로 모든 우주왕복선 요소, 즉 궤도선, 외부 탱크(ET), 그리고 두 개의 SRB가 함께 결합된 것을 의미했다. 프로그램 진행 과정에서 엔터프라이즈와 나머지 발사 스택은 발사 중 다양한 단계에서 예상되는 진동을 가능한 한 가깝게 시뮬레이션하는 혹독한 일련의 진동 시험에 노출되었으며, 일부 시험은 SRB가 있는 상태에서, 다른 시험은 없는 상태에서 진행되었다.

### 우주 비행을 위한 계획된 준비
이 시험이 끝난 후, 엔터프라이즈는 완전한 우주 비행 가능 차량으로 개조하기 위해 팔름데일로 돌아갈 예정이었다. 이 계획에 따라 엔터프라이즈는 1981년 7월에 첫 우주 비행을 시작하여 통신 위성을 발사하고 장기 노출 시설을 회수할 예정이었는데, 이는 1980년에 첫 운영 궤도선인 컬럼비아에 의해 발사될 예정이었다. 그 후, 엔터프라이즈는 두 번의 스페이스랩 임무를 수행할 예정이었다. 그러나 엔터프라이즈의 공개와 컬럼비아의 공개 사이에 동체와 날개의 무게와 관련하여 여러 가지 중요한 설계 변경이 발생했다. 이는 시제품을 개조하는 것이 이전에 예상했던 것보다 훨씬 더 비싼 과정이 될 것이며, 궤도선을 해체하고 여러 구조 섹션을 전국 각지의 하청업체로 돌려보내야 한다는 것을 의미했다. 결과적으로 NASA는 다양한 응력 테스트를 거치도록 제작된 미완성 구조 시험품(STA-099)을 완전히 비행 가능한 궤도선인  챌린저로 전환하기로 결정했다.
| # | 날짜             | 지정   | 발사대 | 비고                                      |
| - | ---------------- | ------ | ------ | ----------------------------------------- |
| 1 | 1981년 7월 16일  | STS-17 | 39-A   | 인텔샛 V 위성 배치 및 장기 노출 시설 회수 |
| 2 | 1981년 9월 30일  | STS-20 | 39-A   | 스페이스랩 임무                           |
| 3 | 1981년 11월 25일 | STS-22 | 39-A   | 스페이스랩 임무                           |

### 장비 점검

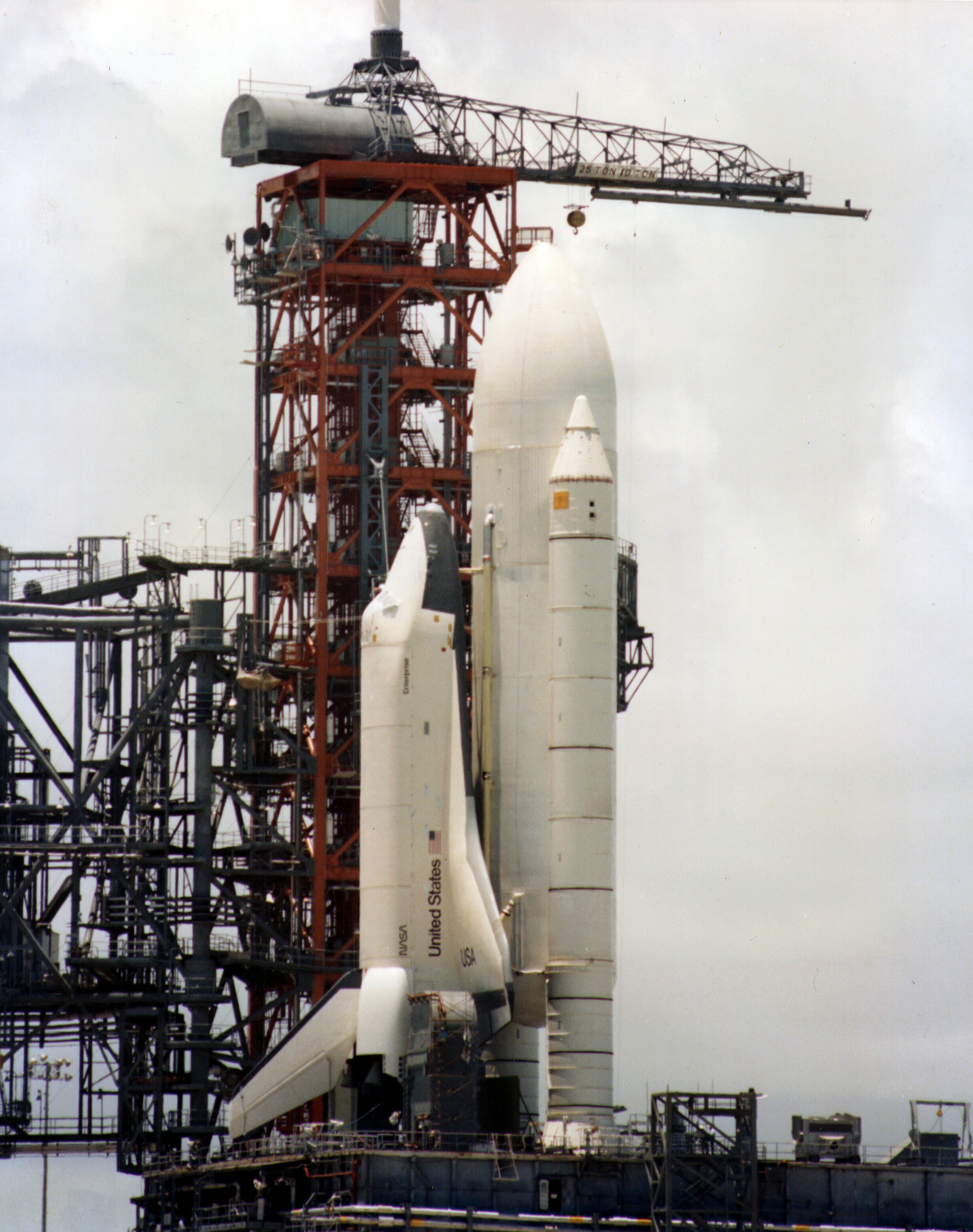
첫 셔틀 발사 20개월 전, 케네디 우주 센터 LC-39A에 발사 구성으로 방문한 엔터프라이즈.

MGVT 프로그램이 끝나고 엔터프라이즈를 궤도 임무에 사용하지 않기로 결정한 후, 1979년 4월 10일 케네디 우주 센터로 이송되었다. 1979년 6월까지, 이 궤도선은 외부 연료 탱크와 고체 로켓 부스터(보일러플레이트 구성으로 알려짐)와 결합되어 KSC 발사단지 39A에서 시설의 장비 점검을 위해 발사 구성으로 테스트되었다.
이 기간이 지난 후, 엔터프라이즈는 1981년 9월에 NASA의 드라이든 비행 연구 시설로 반환되었다. 1983년과 1984년에 엔터프라이즈는 프랑스, 서독, 이탈리아, 영국, 캐나다를 방문하는 국제 순회 전시를 가졌다. 또한 캘리포니아주, 앨라배마주, 루이지애나주를 방문하기도 했다(1984 루이지애나 세계 박람회 방문 중).

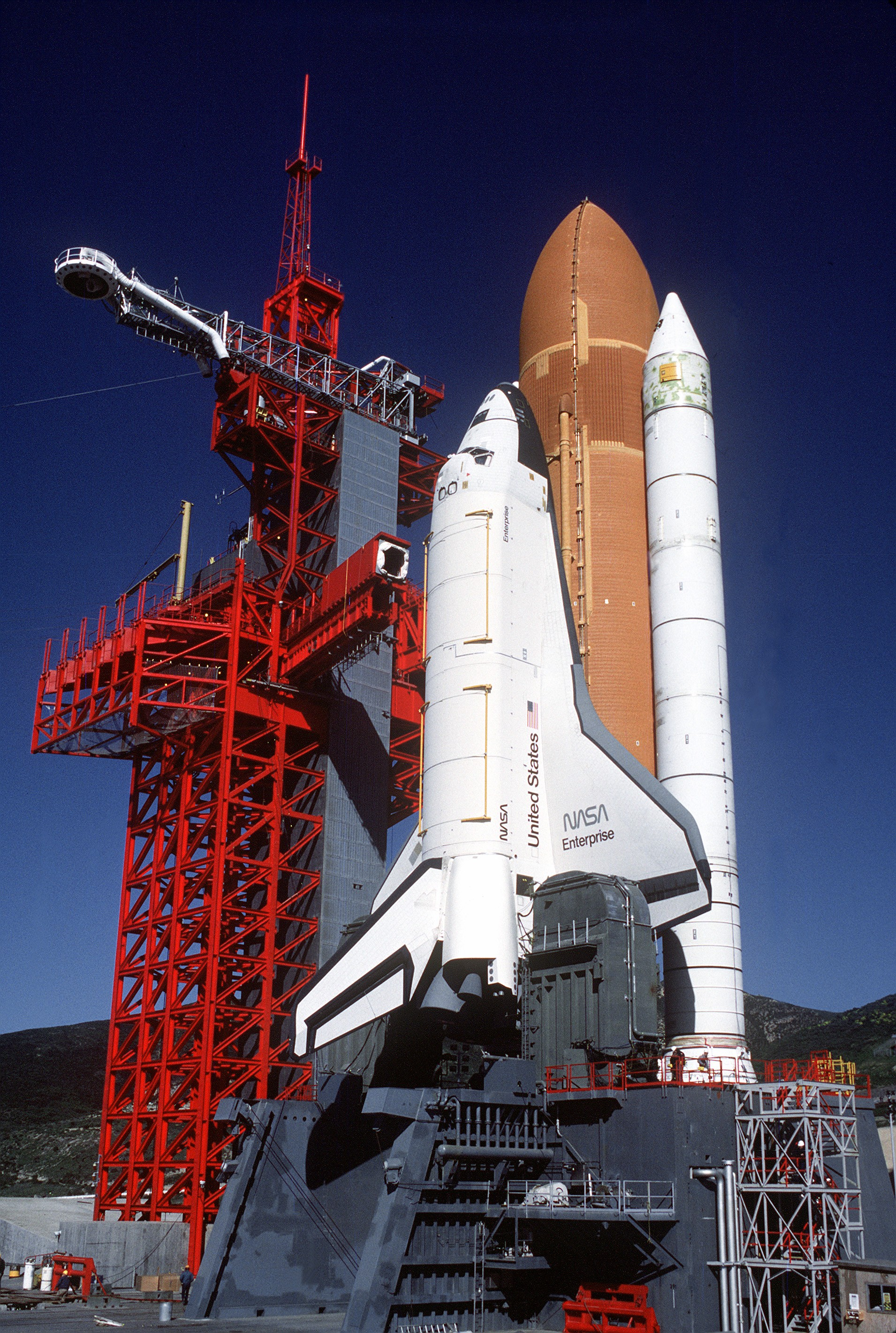
엔터프라이즈는 첫 서부 해안 셔틀 발사 예정 17개월 전 발사 구성으로 반덴버그 SLC-6을 방문했다.

1984년 11월부터 1985년 5월까지 엔터프라이즈는 캘리포니아주의 반덴버그 공군기지에 있는 미사용 셔틀 시설의 일련의 장비 점검을 위해 외부 연료 탱크와 고체 로켓 부스터가 포함된 보일러플레이트 구성으로 다시 결합되었다.
1985년 11월 18일, 엔터프라이즈는 워싱턴 D.C.로 이송되어 스미스소니언 협회의 소유가 되었고, 국립항공우주박물관의 덜레스 국제공항 격납고에 보관되었다.

### 챌린저호 사고 이후
챌린저호 사고 이후, NASA는 엔터프라이즈를 대체 기체로 사용하는 것을 고려했다. 우주에서 사용하기 위해 필요한 모든 장비를 셔틀에 재설치하는 것이 고려되었지만, NASA는  디스커버리와  애틀랜티스와 동시에 제작된 예비 부품을 사용하여  인데버를 제작하기로 결정했다.

### 컬럼비아호 사고 이후

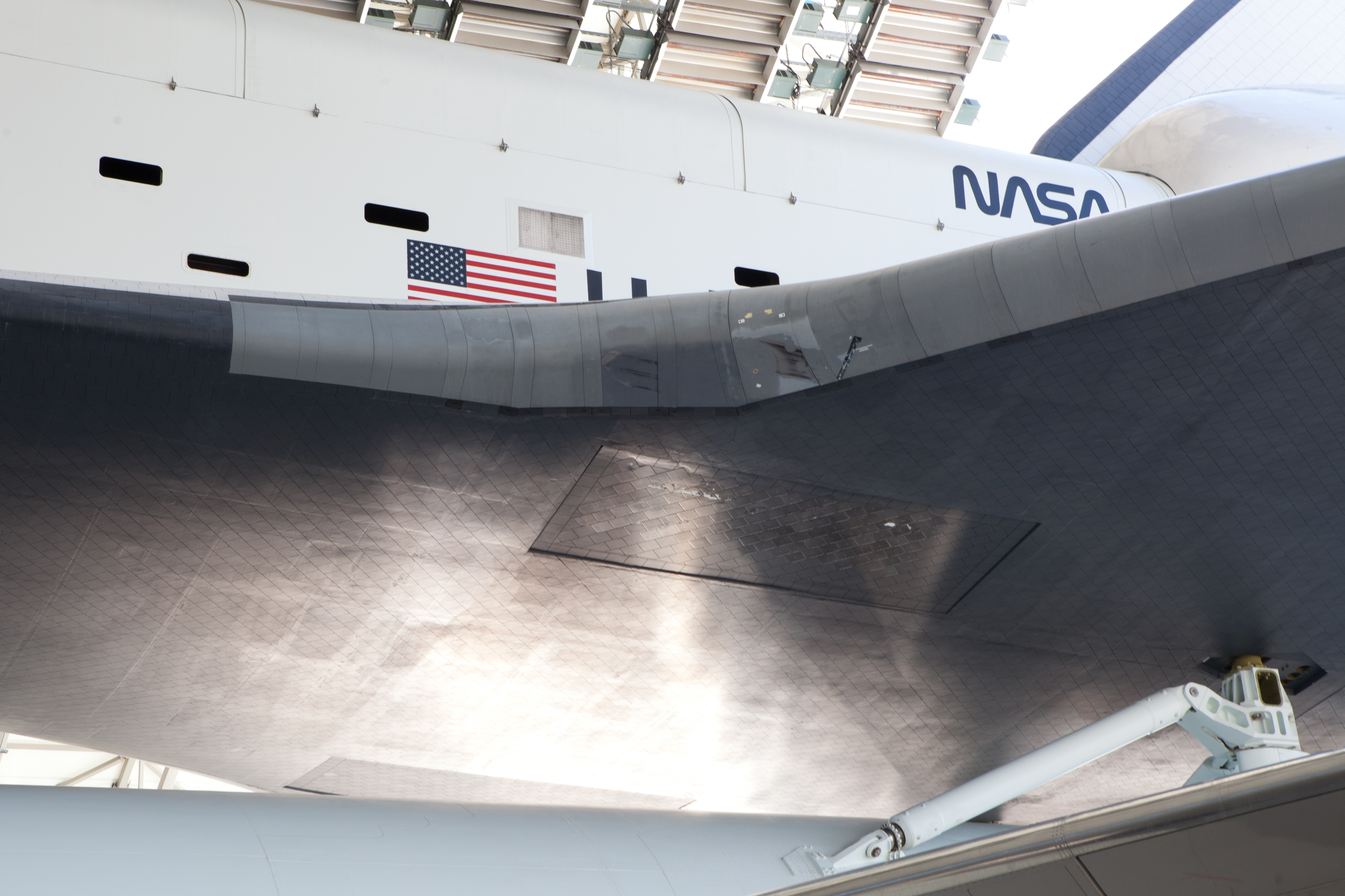
컬럼비아호 사고 후 충격 시험으로 인한 날개 앞전 손상

2003년 컬럼비아호가 재진입 중 공중 분해된 후, 컬럼비아 사고 조사 위원회는 사우스웨스트 연구소에서 시험을 수행했다. 이 시험에서는 컬럼비아호를 강타했던 것과 유사한 크기, 질량, 속도의 폼 블록을 공기 대포로 발사하여 궤도선 날개 앞전을 기계적으로 모방한 시험 구조물에 충돌시켰다. 그들은 엔터프라이즈의 날개 앞전에서 유리섬유 섹션을 제거하여 재료 분석을 수행하고 이를 시험 구조물에 부착한 다음 폼 블록을 발사했다. 2003년 5월 29일에 실시된 시험 결과 앞전이 부서지지는 않았지만, 충격으로 인해 밀봉 부분이 영구적으로 변형되어 22인치 길이의 얇은 틈이 생겼다. 컬럼비아호의 강화 탄소-탄소 복합 재료(RCC)의 강도는 엔터프라이즈의 시험 섹션보다 "상당히 약하고 유연성이 떨어지기" 때문에, 이 결과는 RCC가 산산조각 났을 가능성을 시사했다. 6월 6일, 디스커버리호의 RCC 앞전 섹션을 시험하여 유사한 노후화된 앞전에 대한 폼의 영향을 확인했으며, 패널 6에 3인치 균열과 패널 6과 7 사이의 T자형 밀봉 부분에 균열이 발생했다. 7월 7일, 애틀랜티스호의 앞전을 사용하여 컬럼비아호 사고 조사에서 파생된 정교한 매개변수를 적용하여 패널 8에 집중한 두 번째 시험은 RCC 구조에 약 16x16인치 크기의 들쭉날쭉한 구멍을 만들었다. 이 시험들은 컬럼비아호가 겪었던 유형의 폼 충격이 날개 앞전의 보호용 RCC 패널을 심각하게 파손시킬 수 있음을 분명히 입증했다.
이사회는 사고의 원인이 폼 충격으로 인해 컬럼비아호 왼쪽 날개 앞전의 강화 탄소-탄소 패널이 파손되어 재진입 중 발생하는 고온 가스가 날개 내부로 침투하여 구조적 붕괴를 일으킨 것으로 판단했다. 이로 인해 컬럼비아호는 통제 불능 상태가 되어 전체 승무원의 손실과 함께 파괴되었다.

### 박물관 전시

#### 뉴올리언스, 루이지애나

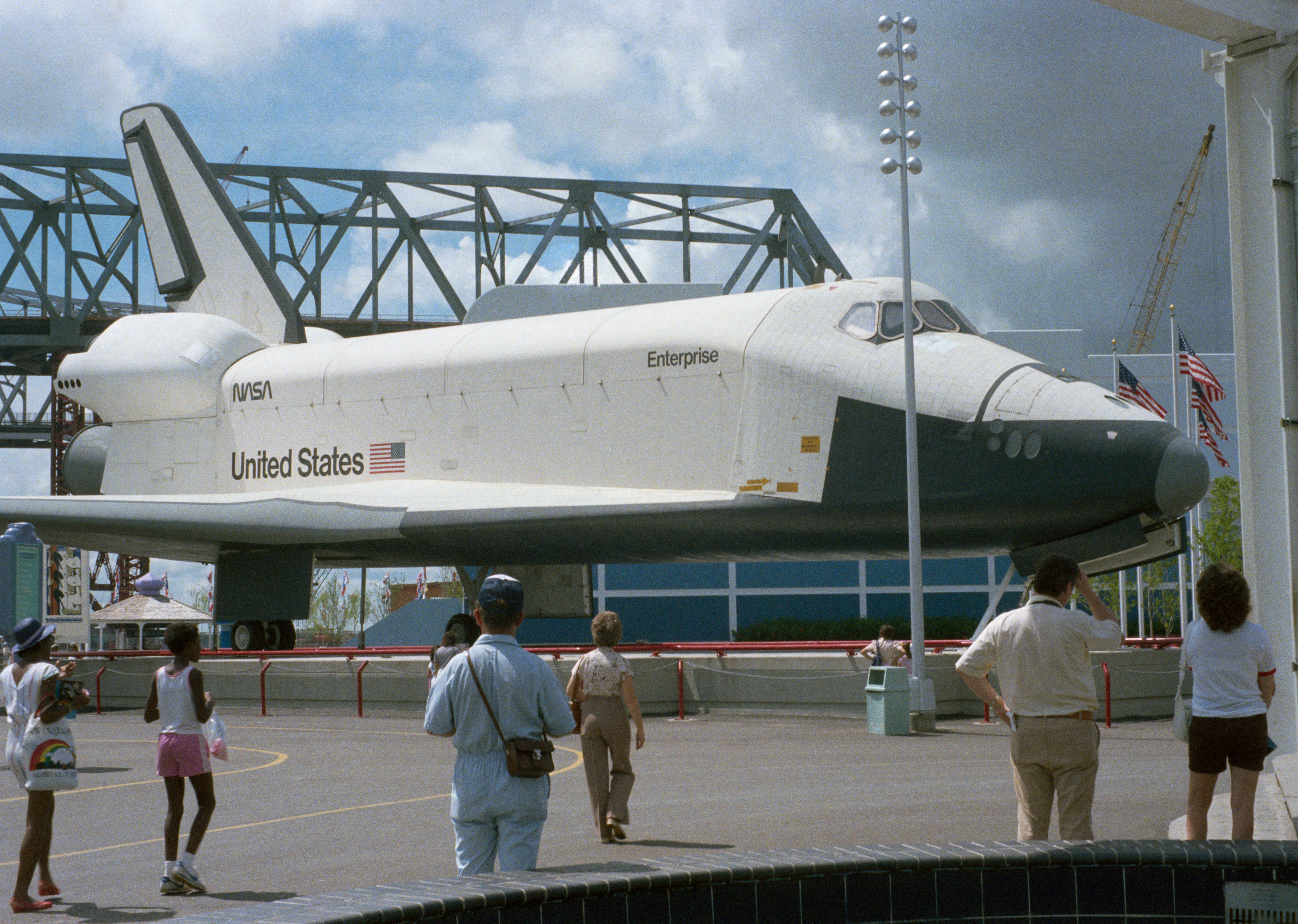
뉴올리언스의 1984 루이지애나 세계 박람회에 전시된 엔터프라이즈.

1984년에 엔터프라이즈는 뉴올리언스에서 열린 1984 루이지애나 세계 박람회(세계 박람회) 기간 동안 전시되었다.

#### 워싱턴 D.C.
1985년부터 2003년까지 엔터프라이즈는 스미스소니언의 워싱턴 덜레스 국제공항 격납고에 보관되었으며, 이후 복원되어 스미스소니언의 새로 건설된 국립항공우주박물관 스티븐 F. 우드바 헤이지 센터로 옮겨져 우주 컬렉션의 중심이 되었다. 2011년 4월 12일, NASA는 함대에서 가장 많이 비행한 궤도선인  디스커버리가 셔틀 함대가 퇴역하면 스미스소니언 컬렉션에서 엔터프라이즈를 대체할 것이며, 엔터프라이즈의 소유권은 뉴욕의 인트레피드 박물관으로 이전될 것이라고 발표했다. 2012년 4월 17일, 디스커버리호는 셔틀 운반 항공기를 통해 케네디 우주 센터에서 덜레스 국제공항으로 운송되었고, 워싱턴 D.C. 메트로 지역 상공을 여러 차례 비행했다. 디스커버리호가 셔틀 운반 항공기에서 제거된 후, 두 궤도선은 스티븐 F. 우드바 헤이지 센터 외부에서 노즈 투 노즈로 전시되었고, 이후 엔터프라이즈는 뉴욕으로의 비행을 위해 준비되었다.

#### 뉴욕
2011년 12월 12일, 엔터프라이즈의 소유권은 뉴욕에 있는 인트레피드 박물관으로 공식 이전되었다. 예상되는 이전 준비를 위해 엔지니어들은 2010년 초에 기체를 평가했으며, 다시 셔틀 운반 항공기에 실어 비행하는 것이 안전하다고 판단했다. 2012년 4월 27일 UTC 약 13시 40분경, 엔터프라이즈는 덜레스 국제공항에서 이륙하여 허드슨강, 뉴욕의 JFK 국제공항, 자유의 여신상, 조지 워싱턴 교 및 베라자노 내로스 교, 그리고 도시의 다른 여러 랜드마크 상공을 약 45분간 "최종 순회" 비행했다. UTC 15시 23분, 엔터프라이즈는 JFK 국제공항에 착륙했다.
이동식 Mate-Demate Device와 크레인이 덜레스에서 JFK의 램프로 운송되었고, 셔틀은 2012년 5월 12일 밤새도록 SCA에서 제거되어 특별히 설계된 평판 트레일러에 실려 12번 격납고로 돌아왔다. 6월 3일 Weeks Marine 바지선이 엔터프라이즈를 저지시티로 옮겼다. 돌풍이 바지선을 말뚝 쪽으로 밀면서 셔틀의 날개 끝부분에 외형적 손상이 발생했다. 6월 6일 맨해튼의 인트레피드 박물관으로 인양되었다.

엔터프라이즈는 2012년 7월 19일부터 인트레피드 박물관의 새로운 우주왕복선 파빌리온에서 대중에게 공개되었다. 이 파빌리온은 항공모함 비행 갑판의 후미에 건설된 가압식, 공기 지지식 천막으로 구성된 임시 보호소이다.

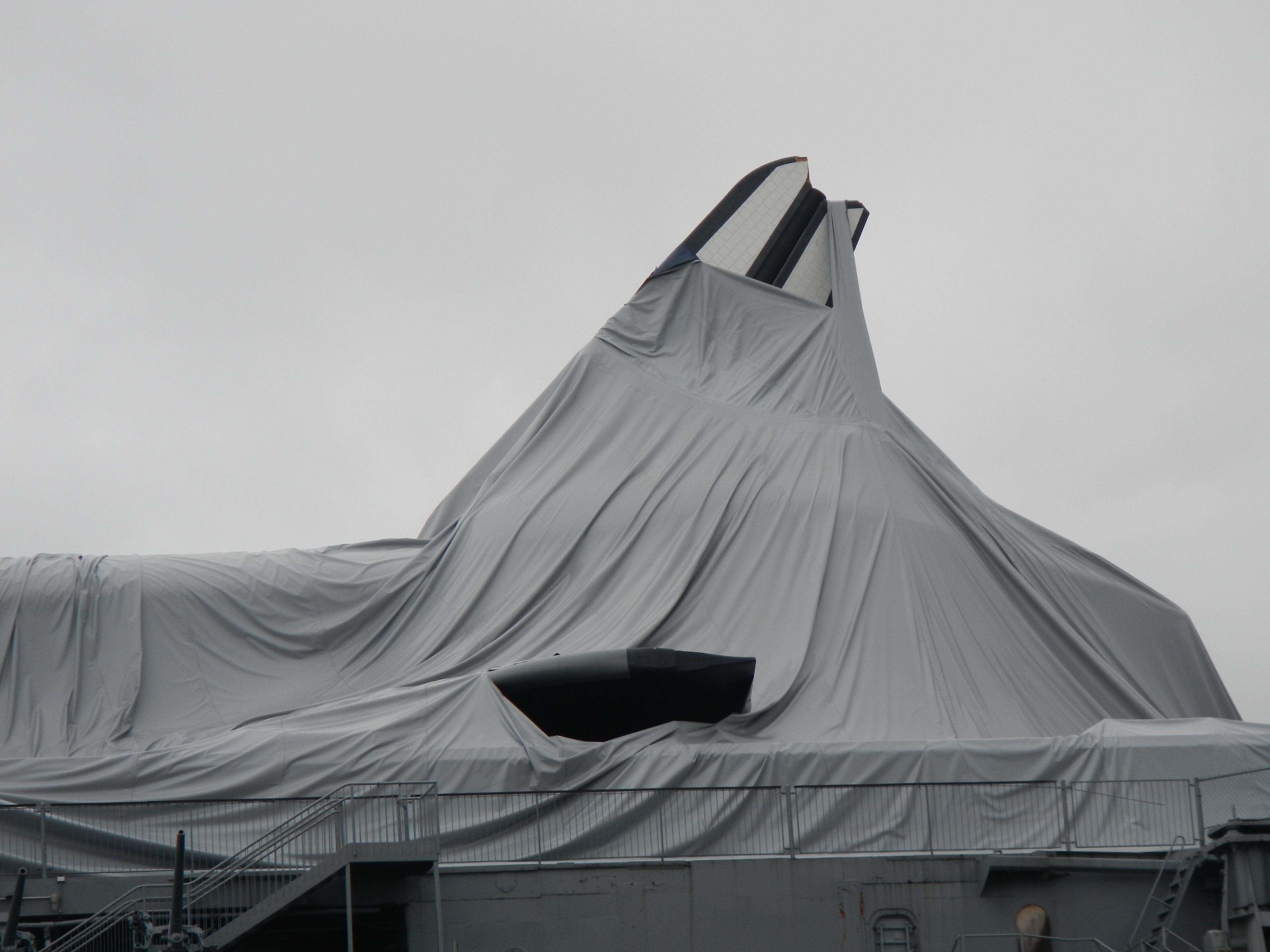
허리케인 샌디로 인한 손상

2012년 10월 29일, 허리케인 샌디로 인한 폭풍 해일이 인트레피드 박물관의 방문객 센터를 포함한 86번 부두를 침수시켰고, 박물관의 전력과 두 개의 백업 발전기를 모두 정전시켰다. 전력 손실로 인해 우주왕복선 파빌리온이 수축되었고, 허리케인의 강풍으로 인해 파빌리온의 천막이 찢어지고 궤도선 주변으로 무너졌다. 궤도선의 수직 꼬리 날개에 경미한 손상이 발견되었는데, 방향타/속도 브레이크 위 꼬리 지느러미의 일부가 부러져 나갔다. 부러진 부분은 박물관 직원들이 회수했다. 파빌리온 자체는 2013년 한동안 교체될 수 없었지만, 박물관은 엔터프라이즈 주변에 비계와 덮개를 세워 환경으로부터 보호했다.
2013년 4월까지 엔터프라이즈의 수직 안정기 손상이 완전히 수리되었고, 새로운 파빌리온 구조물 공사가 진행 중이었다. 파빌리온과 전시는 2013년 7월 10일에 다시 문을 열었다.
엔터프라이즈는 2013년 3월 13일에 미국 국립사적지에 13000071번으로 등재되었으며, 이는 우주왕복선 프로그램 개발에서의 역할을 인정하는 것이다. 역사적 중요성 기준은 우주 탐사, 운송, 공학에 있다.

## 갤러리

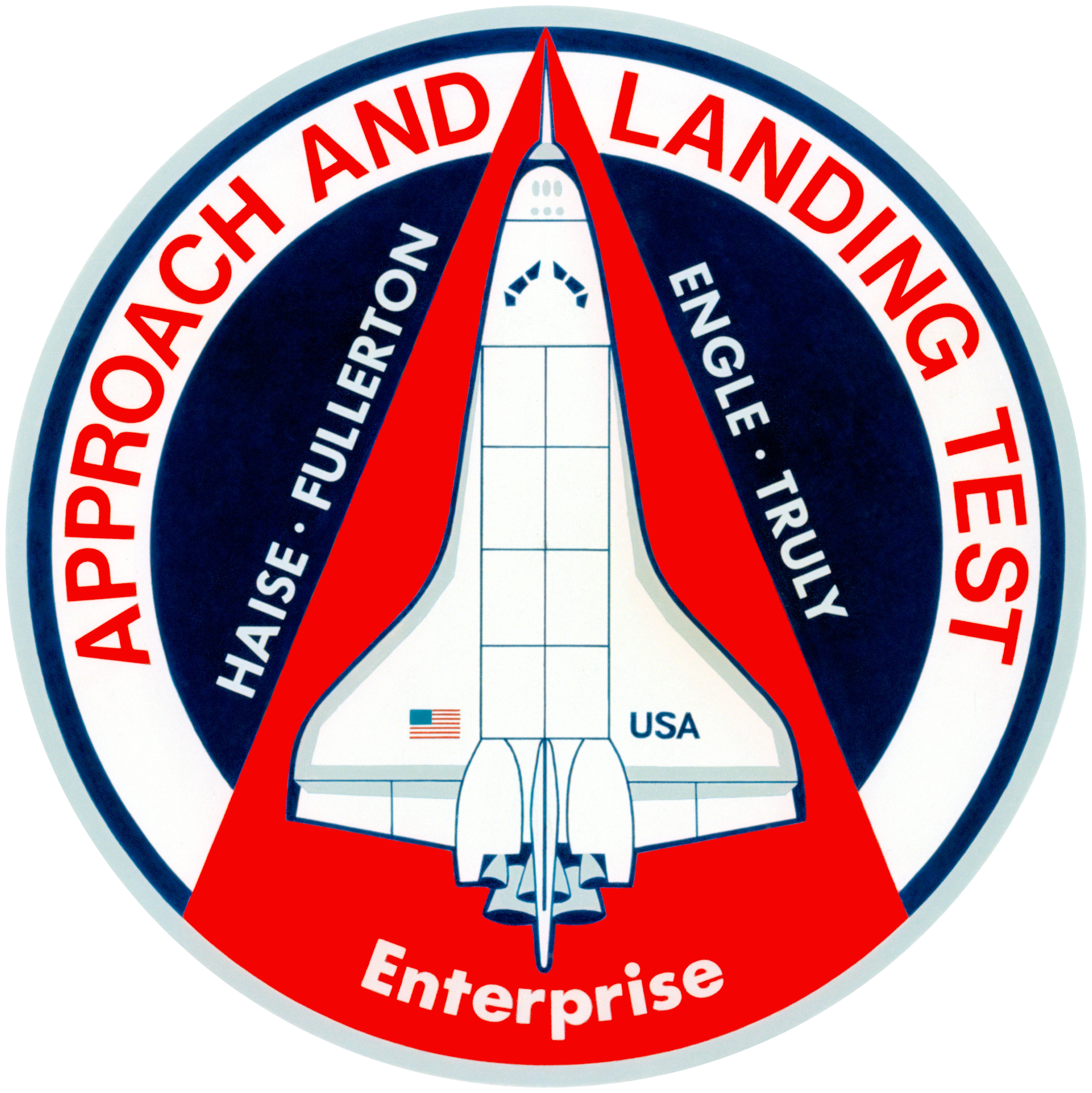
엔터프라이즈 ALT 프로그램 로고
- 우주왕복선 엔터프라이즈 보잉 747 분리
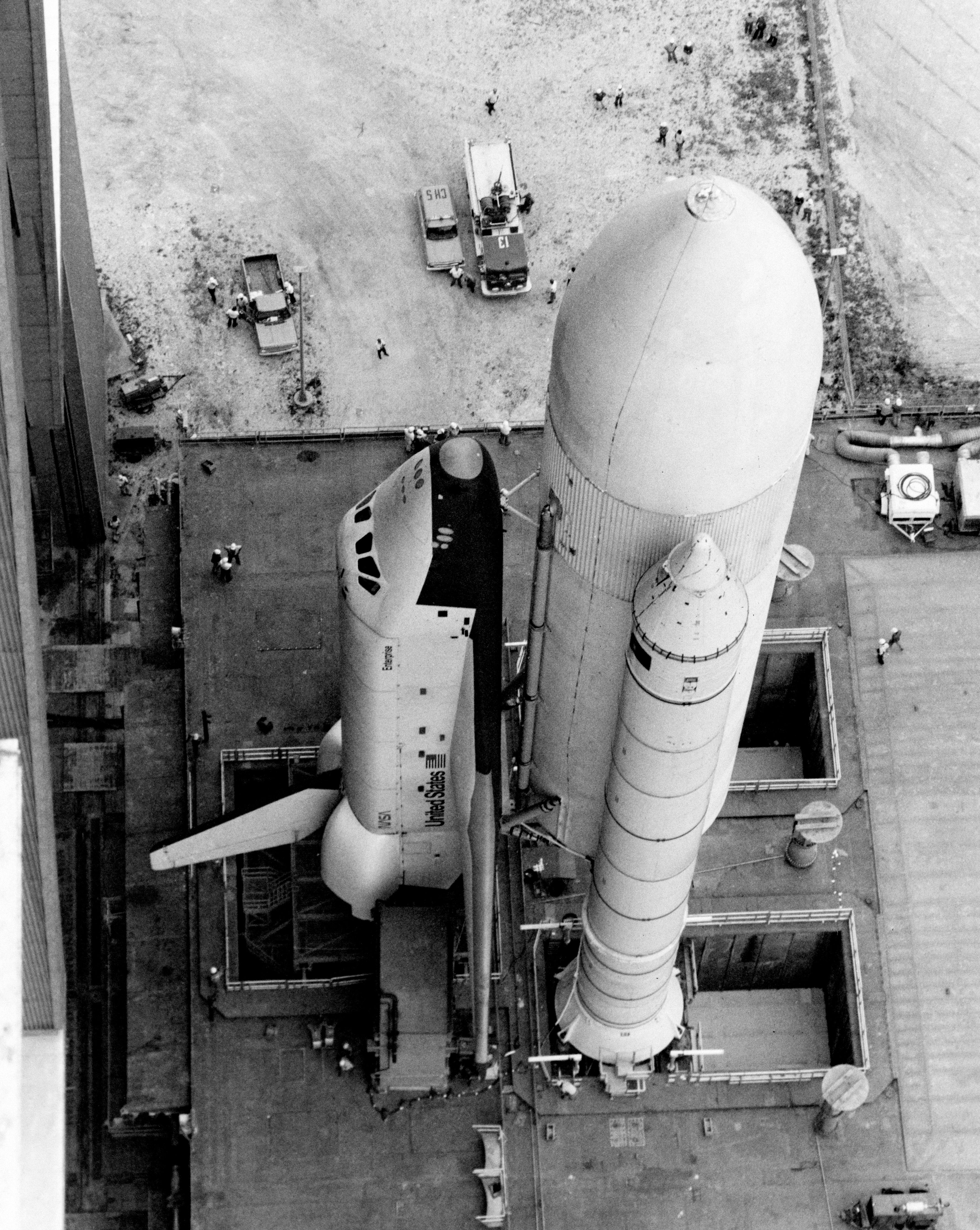
케네디 우주 센터 39A 발사대로 향하는 도중, 외부 연료 탱크와 SRB에 결합된 상태로 처음 등장하는 엔터프라이즈
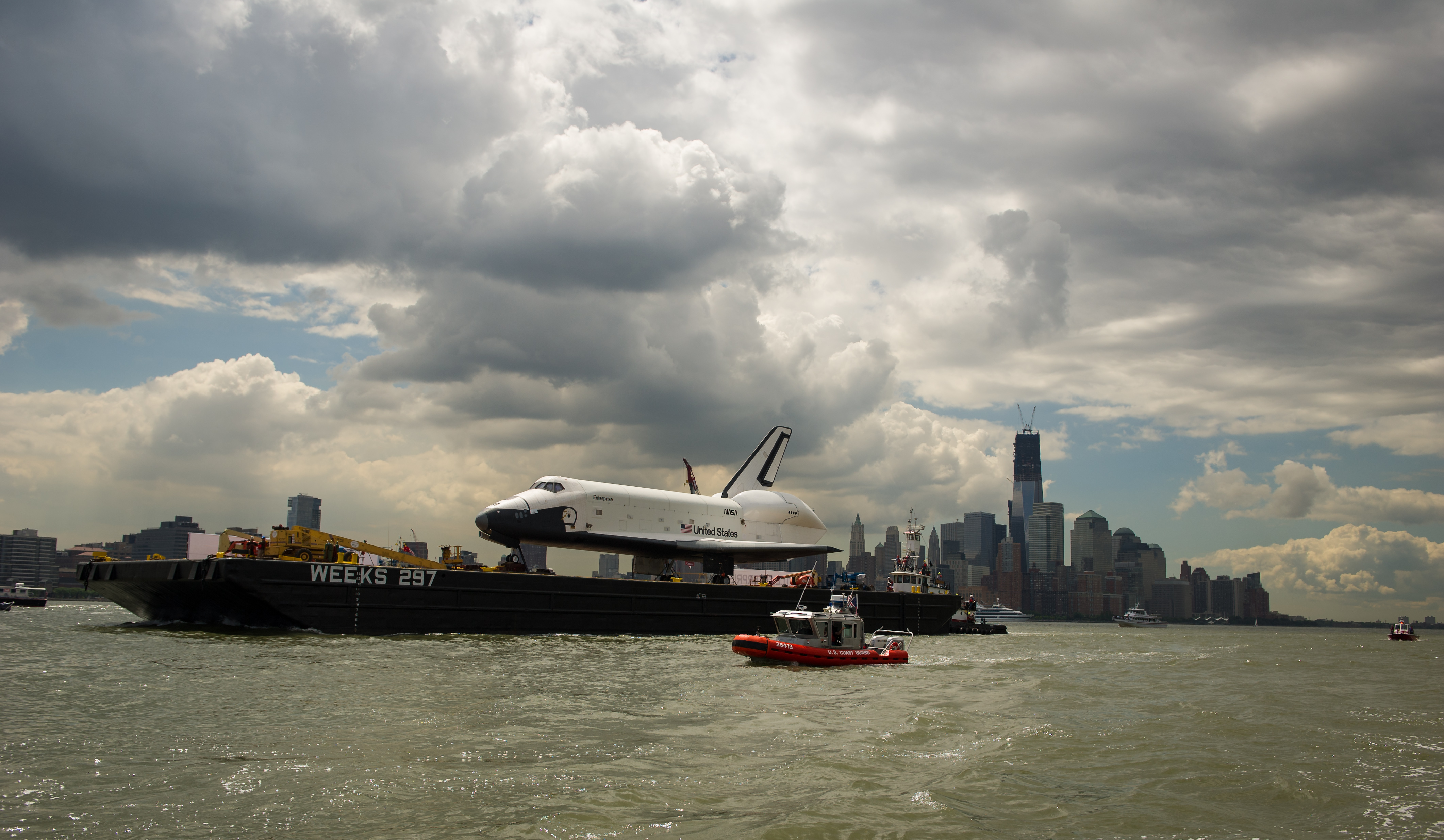
USS 인트레피드호에 실려 새로운 보금자리로 향하는 엔터프라이즈
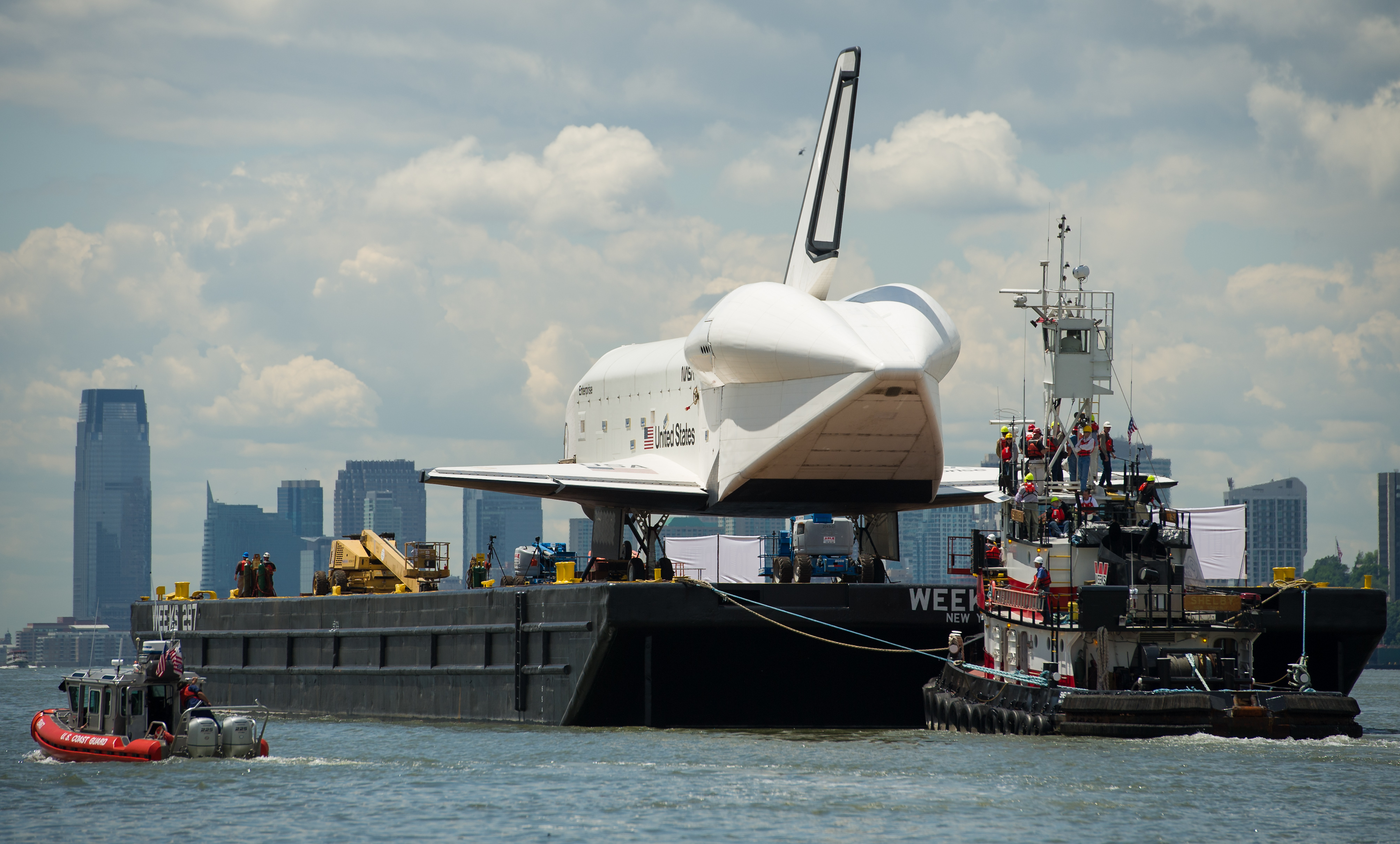
허드슨강을 따라 이동 중인 엔터프라이즈
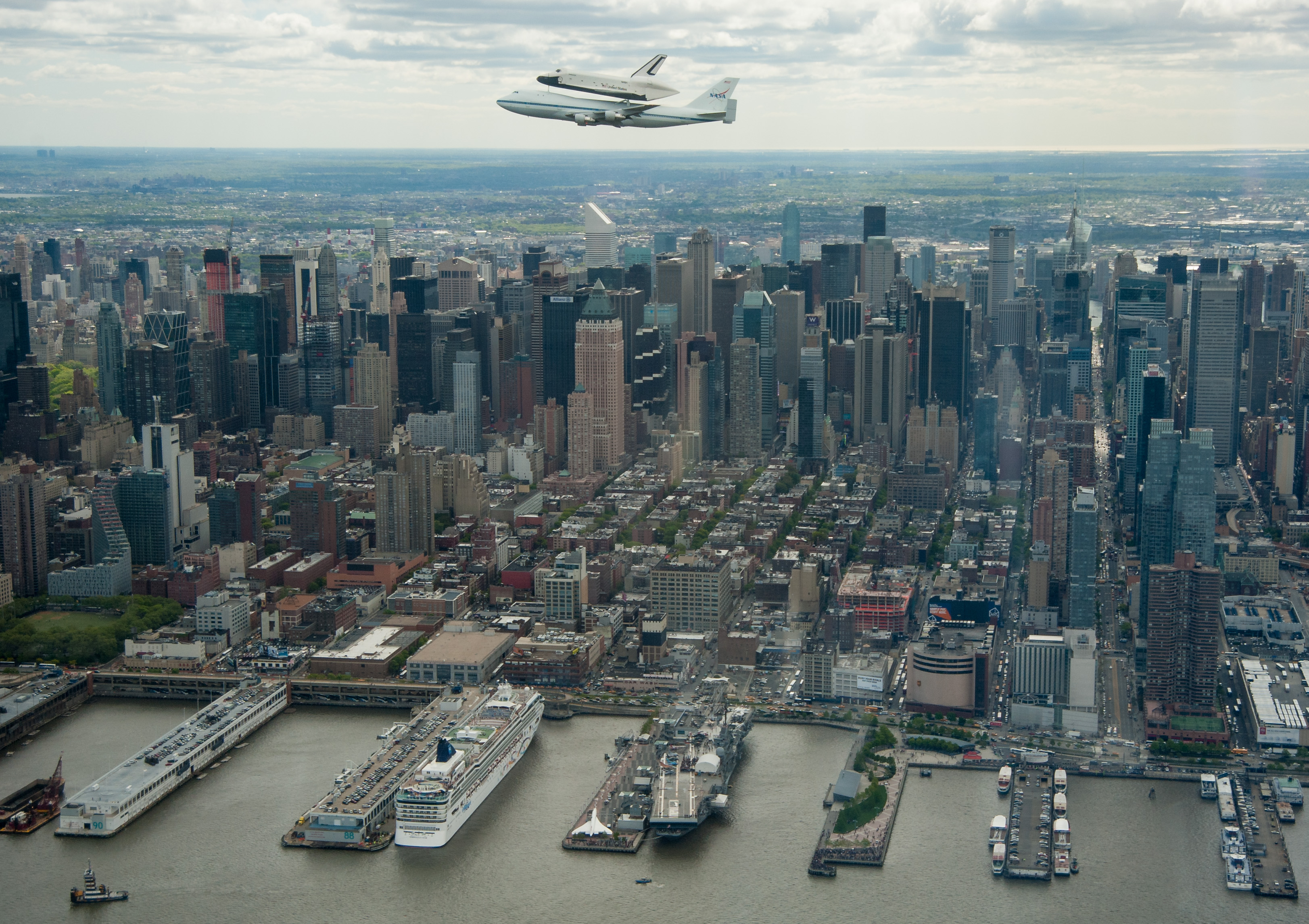
뉴욕 상공의 엔터프라이즈. 아래에 현재 엔터프라이즈의 보금자리인 인트레피드 해양항공우주박물관이 보인다.
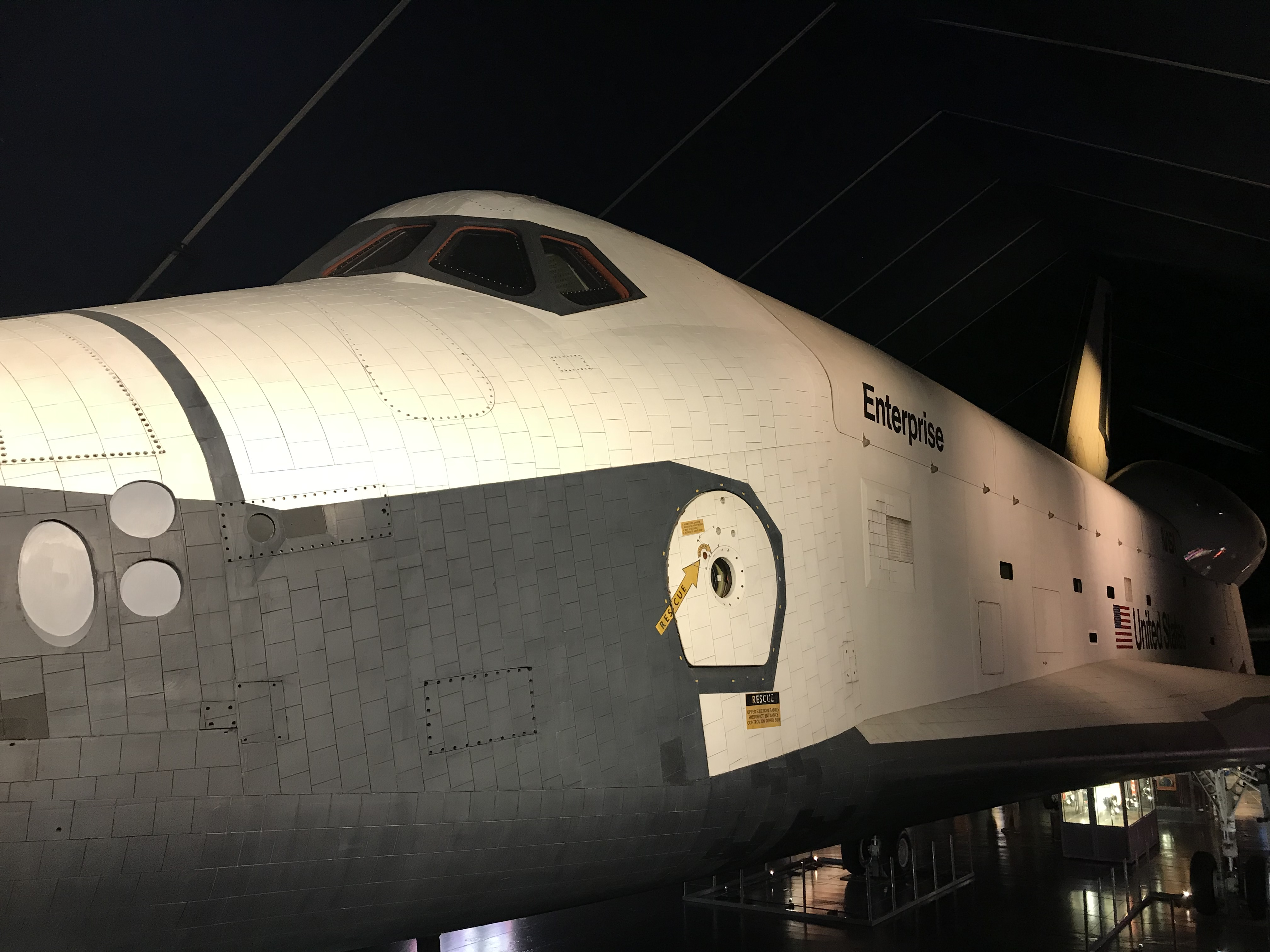
2018년 인트레피드 해양항공우주박물관의 엔터프라이즈

## 같이 보기
- 부란 우주왕복선
- 패스파인더 우주왕복선